# Никулин, Андрей Иванович
Андре́й Ива́нович Нику́лин (2 (15) октября 1899, поселок Саввино, Московская губерния — 1978, Москва, СССР) — генерал Советской армии, участник Гражданской, Советско-Финской и Великой Отечественной войн.

## Биография

### Ранний период
Андрей Иванович родился 2 (15) октября 1899 года в поселке Саввино, Богородского уезда Московской губернии, в семье рабочего Саввинской фабрики. В 1914 пришёл на Саввинскую фабрику и стал учиться слесарному делу.
В 1917 вступил в Красную гвардию. В Москве участвовал в боях с юнкерами и белогвардейцами. В 1919 вступил в Коммунистическую партию, был комиссаром продотряда. В 1920 Зачислен в курсанты военной школы ВЦИК Советов (первые пулемётные кремлёвские курсы). Поскольку школа находилась в Кремле, Андрей Иванович неоднократно видел Ленина и разговаривал с ним. В 1922 окончил военную школу ВЦИК. С середины 30-х годов Никулин А. И. сравнительно быстро делает военную карьеру. В 1936 (12 июля) году Андрею Ивановичу присвоено звание капитана, в 1938 (5 августа) — майора, в 1939 (5 мая) — полковника. В том же, 1939, году он окончил военную академию бронетанковых и механизированных войск. В феврале 1940 принимал участие в Советско-Финской войне. С 1940 по 1942 занимал различные должности в НКВД.

### Годы Великой Отечественной войны
С 13 августа 1941 года работал начальником Управления распорядительной станции Горбачево и обеспечивал Резервный, Западный, Центральный и Брянский фронты, эвакуацию со станции Горбачево хлебных запасов из элеватора, восстанавливал связь и железнодорожные пути после многократных налетов авиации противника и тем самым обеспечивал продвижение воинских эшелонов к линии фронта в момент особо тяжелой обстановки под Орлом.
17 октября 1941 года перебазировался на станцию Тула, где работал по обеспечению 26, 49 и 50 армий и эвакуации военных заводов из Тулы.
С 1 ноября 1941 года перебазировался на станцию Ряжск, откуда обеспечивал 50 Армию и Брянский фронт.
С 22 ноября 1941 года работал начальником распорядительной станции Центра — Пенза.
С 21 декабря 1941 и до конца февраля 1942 года работал начальником распорядительной станции и фронтовой базы Тула по обеспечению группы Белова и 10 Армии. На протяжении всей работы в качестве начальника распорядительных станций Андрей Иванович проявлял широкую инициативу, в большинстве случаев выполнял прямые снабженческие функции, заменяя в особо тяжелых условиях обстановки целый ряд снабженческих органов. Работая в тяжелых условиях под огнём противника, Андрей Иванович неизменно проявлял твердость и личным примером увлекал своих подчиненных на выполнение заданий Верховного Главнокомандования и неизменно отлично справлялся с ними. Осенью 1941 года распорядительная станция Никулина А. И. зачастую работала без прикрытия войсками с фронта, но неизменно — под твердым руководством Андрея Ивановича — выполняла поставленные перед нею задачи. Благодаря этому вокруг распорядительной станции задерживались тылы многих армий, которые Никулиным А. И. приводились в порядок и направлялись для работы по обеспечению армий. 20 февраля 1942 года Андрей Иванович был представлен к награждению орденом Красного Знамени, но был награждён орденом Красной Звезды
.
Андрей Иванович принимал участие в битве под Москвой.
С 1942 года Никулин А. И. командует бронетанковыми войсками 49-й армии. 5 марта 1942 года, в ходе Ржевско-Вяземской операции, танки 49-й армии принимают участие в освобождении города Юхнов, за что, Андрею Ивановичу 24 ноября 1976 года решением исполнительного комитета Юхновского городского Совета депутатов трудящихся присвоено звание Почетного гражданина города Юхнов.
В 1943—1944 годах Никулин А. И. командует бронетанковыми войсками 33-й армии.
С 02.06.1944 по 15.09.1944 Андрей Иванович — командир 101-й танковой Сивашской бригады, входившей в состав 19-го танкового Перекопского Краснознаменного корпуса полковника И. Д. Васильева.
5-8 августа 101-я танковая бригада Никулина принимала активное участие в прорыве 357-й стрелковой дивизии, находившейся в окружении в районе Томашунь (Литва), о чём подробно рассказывает в своей книге генерал армии Белобородов А. П., в то время командующий 43-й армией. За руководство боем Андрей Иванович был награждён орденом Красное Знамя.

Из наградного листа:
101-я танковая бригада в период 5-8 августа 1944 года, действуя в составе 19 танкового корпуса на левом фланге; имела задачу отрезать пути отхода, окружить и уничтожить части противника, соединиться с 357-й стрелковой дивизией, окруженной противником в лесах восточнее Можутишклай и обеспечить выход 357-й стрелковой дивизии из окружения. 101-я танковая бригада под командованием полковника Никулина с задачей возложенной на бригаду справилась хорошо. В результате трехдневных упорных боев 357-я стрелковая дивизия была освобождена из окружения. В этих боях бригадой уничтожено танков противника – 8, самоходных орудий – 3, орудий разного калибра около 60;  зенитных орудий – 10, минометов – 30, автомашин с грузами – 25, Убито солдат и офицеров около 1500 (в том числе один полковник). Взято в плен 270 солдат и офицеров противника. В этих боях командир бригады полковник Никулин показал себя храбрым, умеющим руководить боем в сложных условиях обстановки. 101-я танковая бригада представлена правительственной награде ордена Красное Знамя. Командир бригады полковник Никулин достоин правительственной награды ордена Красное Знамя.

Тогда же, в августе 1944, 101-я танковая бригада Никулина отличилась в боях за литовский город Жагаре. Маршал Советского Союза И. Х. Баграмян, в своей книге, пишет:
101-я танковая бригада полковника А. И. Никулина стремительной контратакой отбросила фашистов от западной окраины города и стабилизировала положение стрелковых частей.
В конце 1944 года А. И. Никулин был направлен в Войско Польское, находившееся в составе войск 1-го Белорусского фронта. 30 декабря, в канун нового 1945 года Никулину А. И. присвоено звание генерала. Командуя бронетанковыми войсками 1-й армии Войска Польского, Никулин А. И. принимал участие в Висло-Одерской, Восточно-Померанской и Берлинской операциях, участвовал в освобождении Варшавы и штурме Берлина. За овладение польскими городами Валч и Мирославец генерал-майору А. И. Никулину, в числе других офицеров 1-го Белорусского фронта, в приказе Верховного Главнокомандующего И. В. Сталина, объявлена благодарность.
Генерал армии С. Г. Поплавский, с декабря 1944 командующий 1-й армией Войска Польского, неоднократно упоминает Никулина в своих мемуарах.

### Послевоенные годы

Плита колумбария Никулина на Новодевичьем кладбище Москвы.

После войны Андрей Иванович вернулся в Советский Союз. В 1945—1946 командовал бронетанковыми войсками 43-й армии. В 1946—1947 — командир бронетанковых войск 5-й гвардейской армии. В 1947—1948 — командир бронетанковых войск 7-й гвардейской армии. С 1948 по 1955 занимал должность начальника кафедры стрельбы в академии бронетанковых войск. В 1948 участвовал в разработке нового штурмового танка, на базе танка Т-34. В 1955 году был назначен военным советником в Китайскую Народную Республику. В 1955 году уволен в запас в звании генерал-майора бронетанковых войск. Вел большую общественную работу в комитете Ветеранов Войны. Читал лекции в обществе «Знания». Принимал активное участие в жизни города Железнодорожный, московской области. Сотрудничал с активистами пионерской организации города. 29 апреля 1970 года решением исполнительного комитета городского Совета депутатов трудящихся города Железнодорожный, Андрею Ивановичу, первому из жителей города, присвоено звание Почетного гражданина города Железнодорожный.
Андрей Иванович Никулин умер 27 марта 1978 года, в Москве. Похоронен на Новодевичьем кладбище — колумбарий Новой территории, секция 134, место 32-1

### Семья
Жена — Ирина Дмитриевна, 1901—1971

Дочь — Екатерина Андреевна, 1924—2020 

Сын — Владимир Андреевич 1926—1953 (погиб при исполнении служебных обязанностей)

Брат — Никулин Тимофей Иванович.

Сестра — Киселёва (Никулина) Мария Ивановна 1902—1991 г.

Внук — Краснолобов Сергей Юрьевич 1955 г. р.

Внучка — Покидко (Краснолобова) Ирина Юрьевна 1960 г. р.
Правнучка — Краснолобова Наталия Сергеевна 1978 г. р.
Правнук — Пехтерев Дмитрий Олегович 1985 г. р.
Правнук — Покидко Павел Андреевич 2001 г. р.
Праправнук — Рогачев Михаил Александрович 2010 г. р.
Племянник — Никулин Анатолий Тимофеевич 1921—1960 

Двоюродная внучка — Кабаргина (Никулина) Нина Анатольевна 1954 г. р.

Двоюродный внук — Никулин Геннадий Анатольевич 1949—2000

Двоюродные правнуки (внучатые племянники) — Никулин Кирилл Геннадьевич, Никулин Олег Геннадьевич (1968), Никулина Елена Геннадьевна, Кабаргин Роман Владимирович (1976), Никулина Анна Геннадьевна, Кабаргин Максим Владимирович (1980).

## Память
- Имя воина увековечено в Главном Храме Вооружённых сил России, и навсегда запечатлено на мемориале «Дорога памяти» [10].
- В постоянной экспозиции краеведческого музея[11] города Железнодорожный выставлен генеральский мундир Андрея Ивановича (в запасниках музея также находятся его фотографии, грамоты и другие материалы)

## Награды
Советские:
- Орден Ленина
- пять Орденов Красного Знамени
- Орден Красной Звезды
  - Юбилейная медаль «За воинскую доблесть». В ознаменование 100-летия со дня рождения Владимира Ильича Ленина"
  - Медаль «За оборону Москвы»
  - Медаль За победу над Германией
  - Юбилейная медаль «Двадцать лет Победы в Великой Отечественной войне 1941—1945 гг.»
  - Юбилейная медаль «Тридцать лет Победы в Великой Отечественной войне 1941—1945 гг.»
  - Медаль «За взятие Берлина»
  - Медаль «За освобождение Варшавы»
  - Медаль «Ветеран Вооружённых Сил СССР»
  - Медаль «XX лет Рабоче-Крестьянской Красной Армии»
  - Медаль «30 лет Советской Армии и Флота»
  - Медаль «40 лет Вооруженных Сил СССР»
  - Юбилейная медаль «50 лет Вооружённых Сил СССР»
  - Юбилейная медаль «60 лет Вооружённых Сил СССР»
  - Медаль «В память 800-летия Москвы»

 Польские:
- Орден «За воинскую доблесть» V класс (Серебряный крест)
- Орден Возрождения Польши V класс (Рыцарь. Кавалер)
- Орден «Крест Грюнвальда» III степени (три)
- Медаль «За участие в боях за Берлин»
- Медаль «За Одру, Нису и Балтику»
- Медаль «За Варшаву 1939—1945»

 КНР:
- Медаль «Китайско-советская дружба»